# Билигту-хан
Аюшридара Билигту-хан (монг. Билэгт хаан Аюушридар; 1338—1378) — Великий хан Северной Юань (1370—1378), старший сын монгольского хана Тогон-Тэмура и кореянки Олджэй-хутуг.

## Биография
В 1353 году царевич Аюшридара был своим отцом Тогон-Тэмуром провозглашён наследником императорского трона. Аюшридара вёл длительную борьбу за верховную власть с крупными монгольскими военачальниками. Затем Аюшридара участвовал в боях с восставшими «красными повязками» в Китае. В 1370 году после смерти своего отца Тогон-Тэмура Аюшридара был провозглашён новым императором династии Юань под именем Билигту-хагана. В том же 1370 году при приближении китайской армии к Инчану Билигту-хаган с небольшой свитой бежал в Каракорум; китайцы же смогли захватить в плен его сына, царевича Майдарипала, гарем Тогон-Тэмура, многих высших монгольских сановников и богатую добычу.
Аюшридара продолжил войну против китайской династии Мин, которая свергла монгольскую династию Юань. В 1370 году Минский император Чжу Юаньчжан организовал большой военный поход в Монголию. В 1372 году минские войска несколькими колоннами под командованием Сюй Да, Ли Вэньчжуна и Фэй Шэна совершили поход на Каракорум, но отозванный по приказу Аюширидары из Ганьсу, где он удерживал ставку в г. Линьси, прославленный монгольский военачальник Кокэ-Тэмур разгромил главный корпус армии Мин, которую вёл Сюй Да. Другой китайский корпус, под командованием Ли Вэньчжуна, столкнувшись с войсками Кокэ-Тэмура и Аюширидары, был вынужден отступить. Успешнее всех действовали войска Фэй Шэна – он захватил более 20 тысяч голов крупного рогатого скота и коней, большое количество пленных  и вытеснил монгольские войска с большей части территории провинции Ганьсу. В 1373 году монголы предприняли ряд атак против Пекина и Датуна и нанесли ряд поражений китайцам, вынудив их эвакуировать округа Синхэ, Фунин, Гаочжоу и Суйчжун, образованные после первых успехов минских войск в 1370 году. Возникла опасность потери китайцами Ляодуна. Однако в конце 1373 года умер Кокэ-Тэмур и уже в 1374 году положение было восстановлено – китайцы вернули себе Синхэ и Гаочжоу. Для того, чтобы восстановить силы народа, истощённые войной, император Чжу Юаньчжан направил в Каракорум посольство, с которым вернул на родину и захваченного китайцами Майдирибалу. Билигту-хан принял их, и в 1374—1378 годах Юани были в мире с Минами; Биликту-хаган признал независимую Минскую державу, хотя и не отказывался от своих «законных» династических прав на Китай.  Война временно прекратилась. Монголы не могли больше организовывать крупных походов в Китай, китайцы не могли захватить Каракорум и уничтожить основные силы монголов.

## Образ в культуре
- «Императрица Ки» (Empress Ki | Ki Hwanghoo) телевизионный сериал 2013 года производства Южной Кореи